# کرون فارو
کرون فارو (به انگلیسی: Faroese króna) (به زبان بومی: føroysk króna) یکای پول رایج در جزایر فارو است. مسئولیت کنترل این یکای پول برعهدهٔ بانک ملی دانمارک قرار دارد.